# Liste der Monuments historiques in Écuillé
Die Liste der Monuments historiques in Écuillé führt die Monuments historiques in der französischen Gemeinde Écuillé auf.

## Liste der Bauwerke
| Bezeichnung               | Beschreibung                         | Standort | Kennzeichnung | Schutzstatus | Datum | Bild           |
| ------------------------- | ------------------------------------ | -------- | ------------- | ------------ | ----- | -------------- |
| Château du Plessis-Bourré | Schloss, erbaut in den 1470er Jahren | (Lage)   | PA00109098    | Classé       | 1931  | weitere Bilder |

## Liste der Objekte

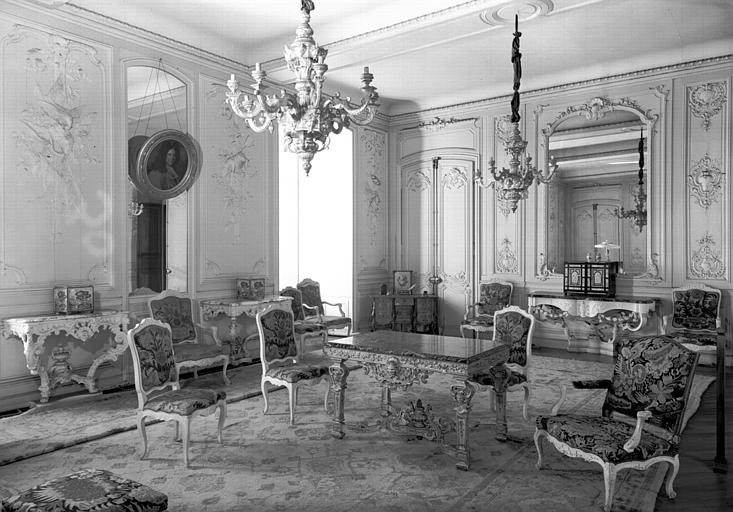
Grand salon im Schloss

- Monuments historiques (Objekte) in Écuillé in der Base Palissy des französischen Kultusministeriums